# 三フッ化ホウ素
三フッ化ホウ素（さんフッかホウそ、英: boron trifluoride）は、化学式BF3で表される化学物質である。無色で毒性のある気体である。ジエチルエーテルと錯体を形成し、その錯体は液体のルイス酸として用いられる。ホウ素を中心とする正三角形の平面状分子である。不燃性である。目と粘膜を侵す。毒物及び劇物取締法により毒物に指定されている。

## 概要
腐食性がある。実験器具に用いられているステンレス鋼やモネル、ハステロイなども水蒸気の存在下で腐食される。ポリアミドと反応するが、テフロンやポリクロロトリフルオロエチレン、ポリフッ化ビニリデンやポリプロピレンなどは腐食されない。三フッ化ホウ素を用いる実験の実験装置にグリースを用いる場合、通常の炭化水素系のものを用いると反応してしまうため、フルオロカーボン系のものを用いる必要がある。
三フッ化ホウ素の共有結合は強く分極しているが、分子自体は非極性である。これはホウ素原子がsp2軌道を取っており、分子が3回対称であるためである。ホウ素は電子不足であり、化学反応においてはルイス酸として働く。例えばフッ化物と反応してテトラフルオロホウ酸塩を生成する。
{\displaystyle {\ce {CsF\ + BF3 -> CsBF4}}}
他のハロゲン化ホウ素とは異なり、加水分解されてホウ酸とホウフッ化水素酸 (HBF4) に分解する。他のハロゲン化物はハロゲンがホウ素に比べてかなり大きく、立体障害が大きすぎるために4級塩になることはできない。ホウフッ化水素酸は非常に酸性度が高いため、テトラフルオロホウ酸イオンはジアゾニウムイオンなどの他のイオンを単離するために用いられることがある。これはイオンの数少ない単離法の1つである。ジアゾニウムイオンとテトラフルオロホウ酸イオンの塩がフッ化アリルや窒素、三フッ化ホウ素に分解するという反応は、研究室レベルでは重要な反応である。
三フッ化ホウ素はアンモニアやジエチルエーテルなどのルイス塩基と複合体を形成しやすい。特にジエチルエーテルとは蒸留が可能なほど安定な錯体を作り、この形で市販もされている。ルイス酸触媒として有機合成分野で汎用される。

## 利用
- イオン注入におけるドーパントとしての利用
- エピタキシャル成長されたシリコンがP型半導体となる際のドーパントとしての利用
- 不飽和結合を持つ化合物の重合開始剤
- ある種の異性化やアルキル化、エステル化、縮合反応などの触媒
- 高感度の中性子検出器